# دبي (يخت)
دبي هو اسم ليخت مملوك من قبل الشيخ محمد بن راشد آل مكتوم رئيس مجلس وزراء الإمارات العربية المتحدة.

## التاريخ
تم تشغيل يخت دبي في عام 1995 تحت أسماء مشاريع مختلفة (بانهاندل، بلاتينيوم، غولدن ستار) وتم بناؤه بالتعاون مع أحواض بناء السفن الألمانية بلوم + فوس ولورسن.
تم بناء اليخت في البداية لصالح أمير بروناي جفري بلقيه قبل عام 1996، لكن العميل أوقف عقد الشراء في العام التالي.
وفي عام 2001، انتقل اليخت إلى المالك الحالي محمد بن راشد آل مكتوم. وكلف نحو 400 مليون دولار أمريكي.